# 1755

## أحداث
- تأسيس مدينة مالدونادو [الإنجليزية] وتقع حاليا في الأوروغواي.
- تأسيس مدينة ابي وتقع حاليا في غينيا.
- 9 يناير: تأسيس مدينة سانتاندير وتقع حاليا في إسبانيا.
- 28 أغسطس: تأسيس مدينة ميرلو، بوينس آيرس وتقع حاليا في الأرجنتين.
- نهاية حرب الأب لو لوتر في 1755 والتي بدأت في 1749.
- انقسام إمارة ماترام الإسلامية وسط جاوا إلى قسمين همان سوراكرتا ويوجياكرتا، وذلك بسبب التدخل الهولندي في الإمارة.

## مواليد
- إليزابيث لويز فيغ لوبرون
- روبرت غراي
- ماري أنطوانيت
- أوسكار فرانسوا دي جيرجايز التي لقبت Rose of Versailles
- تركي بن عبدالله (توفي 1834م)

## وفيات

### فبراير
- 10 فبراير - مونتسكيو، فياسوف فرنسي.

### يونيو
- 18 يونيو - توماس لونغمان، ناشر إنجليزي.